# No Name (gruppo musicale slovacco)
I No Name sono un gruppo musicale slovacco attivo dal 1996.

## Formazione
- Viliam Gutray
- Igor Timko
- Roman Timko
- Ivan Timko

## Discografia
- 1998 - No Name
- 2000 - Počkám si na zázrak
- 2001 - Oslávme si život
- 2003 - Slová do tmy
- 2005 - Čím to je
- 2008 - V rovnováhe
- 2009 - The Best of No Name
- 2011 - Nový album